# Vivere e rinascere
Vivere e rinascere è un album in studio del cantautore italiano Michele Zarrillo, pubblicato il 10 febbraio 2017.
Con il brano Mani nelle mani, scritto insieme a Giampiero Artegiani, l'artista ha partecipato al Festival di Sanremo 2017, mentre Se tu non torni è una cover di Miguel Bosé con la quale si è esibito nell'apposita serata della kermesse dedicata alle reinterpretazioni di famose canzoni passate. Il 24 novembre 2017 esce una nuova versione dell'album che prevede l'aggiunta di un CD, intitolato Passioni, contenente le cover di alcuni grandi successi del passato.

## Tracce
Vivere e rinascere
1. L'amore ancora esiste? - (testo: Giampiero Artegiani; musica: Saverio Grandi e Michele Zarrillo)
2. Mani nelle mani - (testo: Giampiero Artegiani; musica: Michele Zarrillo)
3. Vivo nel mondo - (testo: Giampiero Artegiani, Marco Rettani; musica: Michele Zarrillo)
4. Come ho fatto a perderti - (testo: Giampiero Artegiani, Michele Zarrillo; musica: Michele Zarrillo)
5. Vivere e rinascere - (testo: Valentina Parisse, Michele Zarrillo; musica: Luca Mattioni, Mario Cianchi e Michele Zarrillo)
6. Per chi sa scegliere - (testo e musica: Alessandro Canini)
7. La ragazza corre - (testo: Giampiero Artegiani, Marco Rettani; musica: Michele Zarrillo)
8. Se tu non torni - (testo: Lanfranco Ferrario, Massimo Grilli e Miguel Bosé; musica: Lanfranco Ferrario, Massimo Grilli)
9. E poi riapparve il mondo - (testo: Giampiero Artegiani; musica: Michele Zarrillo)
10. Amore imperfetto - (testo: Felice Di Salvo; musica: Roberto Pacco e Michele Zarrillo)
11. Mille latitudini - (testo: Stefano Colino; musica: Roberto Pacco)